# Elena Karacențev
 (novembre 2019).
Elena Karacențev (née le 2 décembre 1960 à Leningrad, URSS) est une artiste et graphiste moldave d’origine russe, plasticienne, graveuse, peintre, illustratrice et professeure à la Faculté d'arts plastiques et de design de l’Université d'État de Moldavie de Chișinău (depuis 1994). 

## Éducation
Elle est diplômée de l'École nationale supérieure d'art "B. V. Johanson "⁠de Leningrad, URSS, en 1978. Elle poursuit sa formation par l'étude du graphisme et se spécialise sur le domaine de l'édition sous la direction des professeurs Evgeny Dmitrievici Epifanov, Irina Ivanovna Ptahova et Kim Li à l'Institut universitaire d'État de peinture, de sculpture et d'architecture " I. E. Repin ” de la même ville entre 1979 et 1985.

## Activité artistique
La nature comme leitmotiv, l'œuvre d'Elena Karacențev retranscrit par la gravure, le collage, la sérigraphie et la manipulation digitale des forces vives mêlant folklore slave et  formes modernistes inspirées par Brancusi.
En tant que graphiste, pour le passage à l'an 2000, elle crée les timbres roumains représentant le poète Mihai Eminescu.

### Expositions personnelles
Tout au long de sa carrière, elle a eu de nombreuses expositions personnelles : 
- Messages de Tristan Tzara "ÎN RE...", organisé par le Centre d'art contemporain KSA : K, Centre d'exposition "Constantin Brâncuși", UAP, Chisinau (1997);
- Travaux récents, Musée national des beaux-arts, Chisinau (1998);
- Lumières / gestes, Centre d’exposition "Constantin Brâncuși", UAP, Chisinau (2001);
- Graphics, Centre japonais, Chisinau (2003);
- Graphic, Clinique de médecine esthétique Sancos, Chisinau (2003);
- Conception graphique, Musée national d'art de Moldavie, Chisinau (2006, 2016);
- "Reflections", Centre d'exposition "Constantin Brâncuși", UAP, Chisinau (2010).

### Expositions de groupe
Elena Karacențev a eu des centaines d'expositions en Russie, en République de Moldavie, en Roumanie mais aussi dans le reste du monde,.

### Affiliations
Elle fait partie de plusieurs organisations en République de Moldavie et à l'étranger, notamment : 
- Union des artistes plasticiens de la République de Moldavie (depuis 1995[4]) ;
- AIAP UNESCO.

## Prix
Elle a reçu de nombreux prix et distinctions : 
- Prix de l'Union des artistes plasticiens de Roumanie, au concours-exposition de salons d'art contemporain de Moldavie (1999);
- Prix d'excellence graphique, décerné par l'Union des artistes plasticiens de la République de Moldova (2001);
- Prix de l'Union des artistes plasticiens de la République de Moldova pour le graphisme (2005);
- Le prix UAP de la République de Moldavie. Pour les graphiques (2010);
- Prix du ministère de la Culture de la République de Moldova "Mihai Grecu", pour l'excellence dans le domaine des beaux-arts (2016).